# Бетховенська виставка
Бетховенська виставка (нім. Beethovenausstellung) — XIV виставка Віденського сецесіону, присвячена німецькому композитору Людвігу ван Бетховену і проходила з 15 квітня по 27 червня 1902 року у Віденському Будинку сецесіону. Спеціально для цієї виставки Густав Клімт підготував «Бетховенський фриз».
Віденські сецесіоністи прийняли рішення присвятити свою чергову виставку надзвичайно популярному у Відні на рубежі століть Бетховену, в якому вони самі бачили дух часу, що несе естетичний підйом, уособлення соціальних утопій, творчий пафос, культ геніальності, безмежність можливостей і новаторську волю: Бетховен був вираженим індивідуалістом, першим незалежним «вільним» композитором, якому мистецтво дозволяло не просто вижити, а й забезпечувати собі високий рівень життя. Протягом перших чотирьох років виставки Віденського сецесіону мали на меті познайомити Віденську публіку з творами зарубіжного сучасного мистецтва і без цензурних обмежень представити власну творчість. Бетховенська виставка стала для Віденського сецесіону першою, в якій усі види мистецтва відповідно до концепції гезамткунстверка були послідовно підпорядковані єдиній провідній ідеї заради досягнення цілісного впливу на відвідувачів. Архітектура Йозефа Хоффмана, тематично підібрані твори образотворчого мистецтва, тексти в журналі Ver Sacrum і дидактичні матеріали повинні були утворити єдине ціле навколо поліхромного скульптурного портрета композитора. У 1901 році віденським сецесіоністам удалося заручитися згодою на участь у своїй виставці глибоко шанованого ними художника з Лейпцига Макса Клінгера, пристрасного шанувальника творчості Бетховена, ще в 1880-х роках задумав створити монументальний портрет композитора. Ще на стадії планування у Клінгера вже була готова перша гіпсова модель скульптури Бетховена. Кінцевий варіант роботи Клінгера являє собою триметрову фігуру композитора, виконану з мармуру з грецького острова Сірос, тірольського алебастру, Піренейського мармуру, бурштину, слонової кістки, скла, агату, яшми, перламутру, золотої фольги і бронзи.